# 조지핀 헐
조지핀 헐(영어: Josephine Hull, 1877년 1월 3일 ~ 1957년 3월 12일)은 미국의 배우이다.

## 영화
- 아세닉 엔 올드 레이스
- 하비 (1950년 영화)